# Avetianella hasmik
Avetianella hasmik är en stekelart som beskrevs av Trjapitzin 2001. Avetianella hasmik ingår i släktet Avetianella och familjen sköldlussteklar. Inga underarter finns listade.